# Rebecca Scown
Rebecca Scown, née le 10 août 1983 à Hawera, est une rameuse néo-zélandaise.

## Palmarès

### Jeux olympiques
- 2012 à Londres,  Royaume-Uni
  -  Médaille de bronze en deux de pointe

### Championnats du monde
- 2009, à Poznań,  Pologne
  -  médaille de bronze en deux de pointe
- 2010, à Hamilton,  Nouvelle-Zélande
  -  médaille d'or en deux de pointe
- 2011, à Bled,  Slovénie
  -  médaille d'or en deux de pointe

### Championnats nationaux
- 2007
  -  Médaille de bronze en huit barré
- 2009
  -  Médaille d'or en deux de pointe
  -  Médaille d'or en quatre de pointe
  -  Médaille d'or en huit barré
- 2010
  -  Médaille d'or en quatre de pointe
  -  Médaille d'or en huit barré